# An Empty Cup (And a Broken Date)
«An Empty Cup (And a Broken Date)» es una canción escrita por Roy Orbison y por el productor musical Norman Petty, más tarde fue grabada por Buddy Holly.

## Grabación
"An Empty Cup (And a Broken Date)" no fue grabada en los estudios de Norman Petty como la mayoría de las canciones que se encuentran en el álbum debut, en cambio, esta canción fue registrada en la Tinker Air Force Base, una base aérea en Oklahoma City, justo cuando The Crickets volvían del The Biggest Show Of Stars of 1957, Petty había tomado las cintas de aquellas sesiones en Clovis, Nuevo México y junto el grupo The Picks añadieron coros en las canciones. Buddy Holly y The Crickets realizaron proyectos para ir de Tulsa a Oklahoma, ciudad donde Petty iba a pasar la noche. En horas de la mañana del 29 de septiembre, en la esquina del cuarto principal, The Crickets grabaron esta canción junto a "Maybe Baby", "Rock Me My Baby" y "You've Got Love", todas estas canciones más tarde aparecieron en su primer álbum de estudio, The "Chirping" Crickets.

## Publicaciones
"An Empty Cup (And a Broken Date)" fue publicada como la novena canción del álbum debut de Buddy Holly y su grupo The "Chirping" Crickets de 1957. 